# Pterostichus patruelis
Pterostichus patruelis är en skalbaggsart som beskrevs av Pierre François Marie Auguste Dejean. Pterostichus patruelis ingår i släktet Pterostichus och familjen jordlöpare. Inga underarter finns listade i Catalogue of Life.